# 阪神国道電軌
阪神国道電軌株式会社（はんしんこくどうでんき）は、かつて、国道2号（阪神国道）上において都市間路面電車を運行していた事業者。
1927年（昭和2年）に路線を開業させたが、その翌年には阪神電気鉄道へ合併。路線は同社の国道線となり、この会社での路線運営期間は1年に満たなかった。

## 国道上の路面電車計画と阪神電気鉄道
阪神間においては、道路の整備が大正期に至ってもなされておらず、輸送に支障をきたすようになっていた。そのため、俗に「飛行機場道路」と呼ばれるほど拡幅の新阪神道路（阪神国道）を、1919年（大正8年）に整備することが計画され、そこにおける輸送手段の一つとして路面電車が検討されることになった。
しかし、それが発表されると阪神電気鉄道は大いに危惧した。同社の本線は、当時の東海道本線が長距離輸送主体であったなか、この地域の鉄道輸送を大正初期まで独占する状態であったが、1920年（大正9年）に並行して阪急神戸本線を敷設されるなど、この頃になると競争相手が現れはじめていた。阪神国道上を走る路面電車は、阪急以上に阪神本線に近接する並行路線となるため、この路線の開業は阪神電気鉄道にとって経営危機を招く可能性が高かった。
当時、阪神の本線は曲線の多い線形に加え、御影付近や神戸市街に併用軌道（路面電車）区間を多く有していたことから、大阪・神戸間の所要時間が今よりも長かった。そのため高速運転を掲げる阪急神戸線の開業に際し、阪神電気鉄道は高速運転用の別線開業（第二阪神線）を構想に入れるほどであったが（これについては、本線の線形改良と立体交差化=いわゆる高架化と地下化、そして車両に関連する技術の向上により高速化が実現できたため、現在では過去の話となっている）、一方で阪神間に点在する集落間の輸送の点で阪神本線は阪急神戸線との差異もあった。
しかし阪神国道の路面電車は、当時の阪神本線以上に併用軌道（路面電車）区間を有するとは言え、自動車がまだ圧倒的に少なかった当時はむしろ、極めて線形のよい阪神国道で集落間輸送と高速運転を両立できうるものであり、したがって、この路線の開業が、その近所にある阪神本線の不利、ひいては阪神電気鉄道の経営危機を招く可能性が高かったのである。
そこで阪神電気鉄道は、1920年（大正9年）に先手を打つ形で、その国道上を走る路面電車の運営に名乗りを上げ、競争を防ごうとした。しかし別に、阪神自動車軌道と摂津電軌軌道という会社もそれぞれこの路面電車運営申請をしたため、3社の競願となった。
阪神電気鉄道では競争相手になるような並行線の出現を何としてでも阻止する必要があったため、この2社の間を取り持つ形で協議を重ね、最終的に摂津電気軌道が免許申請を取り下げ、阪神電気鉄道と阪神自動車軌道が共同出資した会社で、この阪神国道上の路面電車運営を行うことが決定された。その結果設立されたのが阪神国道電軌株式会社である。1923年（大正12年）2月19日に軌道敷設特許状は阪神電気鉄道に下付されたのち1925年（大正14年）8月に阪神国道電軌に譲渡された。

## 阪神電気鉄道との統合
1927年（昭和2年）7月1日、西野田 - 神戸東口間で国道電軌は運行を開始した（神戸東口は、現在の神戸市灘区と中央区の境界附近。当時はここが神戸市の境界線で、ここで以西を走る神戸市電と接続していた）。しかし、沿線の開発があまり進んでいない中で、阪神電気鉄道側が慌てて路線を開業させてしまったこと、建設費負担が大きかったこと、両都市のターミナル駅が不便だったこともあり、乗客数は低迷して経営危機に陥った。
阪神電気鉄道は事態を重くとらえ、国道電軌を自社に統合することにし、1928年（昭和3年）4月1日に実施、路線は阪神電気鉄道の国道線となった。

## 統合後
阪神電気鉄道では同社がもともと運営していた路線のうち、北大阪線・甲子園線については、後に阪神国道電軌が開業させた路線を引き継いだ国道線と車両の使用を共通化させることになり、本線・伝法線（現・阪神なんば線）・武庫川線ら新設軌道線と区分するため、総称して併用軌道線と呼ばれるようになった（ただし、本線はもともと併用軌道区間を多く有した状態での開業で、後年の数次にわたる工事の結果に専用軌道線となったものである）。
しかしモータリゼーションの進展に伴い、1975年（昭和50年）5月6日までにその路線網は段階的に廃止され、現存しない。

## その他
開業当初はトロリー線が2列あり、ポール式集電だった。後に海側のトロリー線が撤去されてシングル式になったという。

## 車両
- 1形 - 阪神電気鉄道の開業時（1905年）に投入された1形とは異なる